# Korporale

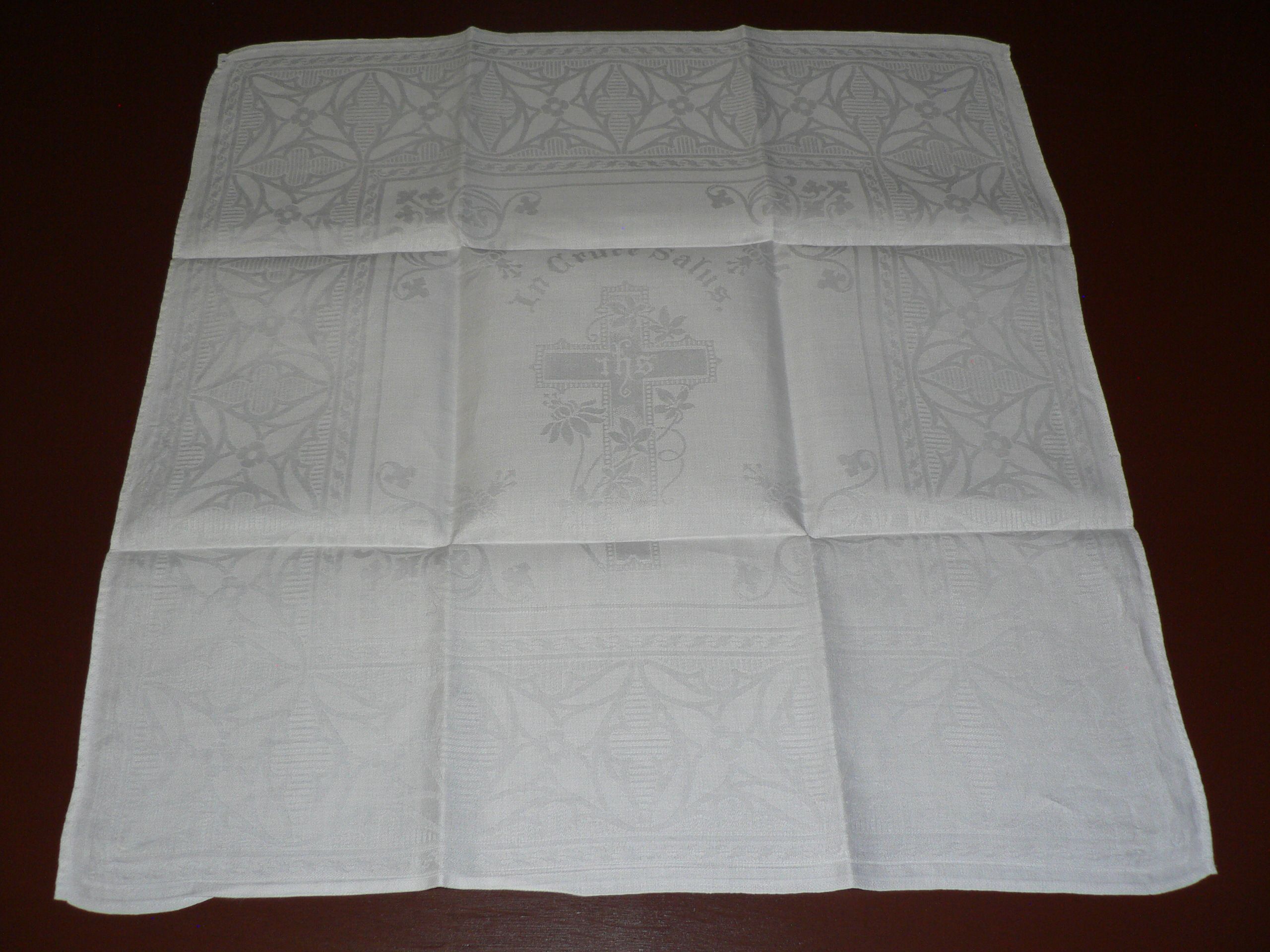
Corporale.

Korporale eller corporale (av latinets corporalis, "som hör till kroppen", underförstått Kristi kropp) är den linneduk som fungerar som underlag för nattvardskärlen på altarbordet.